# Visions of Your Other
Visons of Your Other ist ein Jazzalbum von Adam O’Farrill. Die um 2020/21 entstandenen Aufnahmen erschienen am 12. November 2021 auf dem Label Biophilia.

## Hintergrund
Der Trompeter Adam O’Farrill nahm das Album mit seinem Quartett Stranger Days auf, das aus dem Saxophonisten Xavier Del Castillo, dem Bassisten Walter Stinson und dem Schlagzeuger Zachary „Zack“ O’Farrill besteht. Es ist Adam O’Farrills drittes Album nach seinem Debüt Stranger Days (2016) und El Maquech (2018). Die O’Farrill-Brüder Adam und Zachary sind die Enkel des kubanischen Musikers Chico O’Farrill (1921–2001), einem Innovator des Latin Jazz, sie sind gleichfalls die Söhne des Pianisten Arturo O’Farrill (* 1960).
Laut dem Kommentar des Bandleaders in den Liner Notes sind die sechs Nummern von Visions of Your Other teilweise dazu gedacht, „etwas sehr Mechanisches zu vermenschlichen“. Das Album entlehnt seinen Titel einer Szene in Paul Thomas Andersons psychologischem Filmporträt The Master (2012), in dem die Hauptfigur, ein Veteran mit posttraumatischem Stresssyndrom, über angebliche Visionen befragt wird, die er von seiner Mutter hatte.

## Titelliste
- Adam O’Farrill: Visons of Your Other (Biophilia)

1. stakra 4:01
2. Kurosawa at Berghain (Walter Stinson) 7:40
3. Inner War 6:54
4. Ducks 5:34
5. Hopeful Heart 7:36
6. Blackening Skies 7:11

Wenn nicht anders vermerkt, stammen die Kompositionen von Adam O’Farrill.

## Rezeption

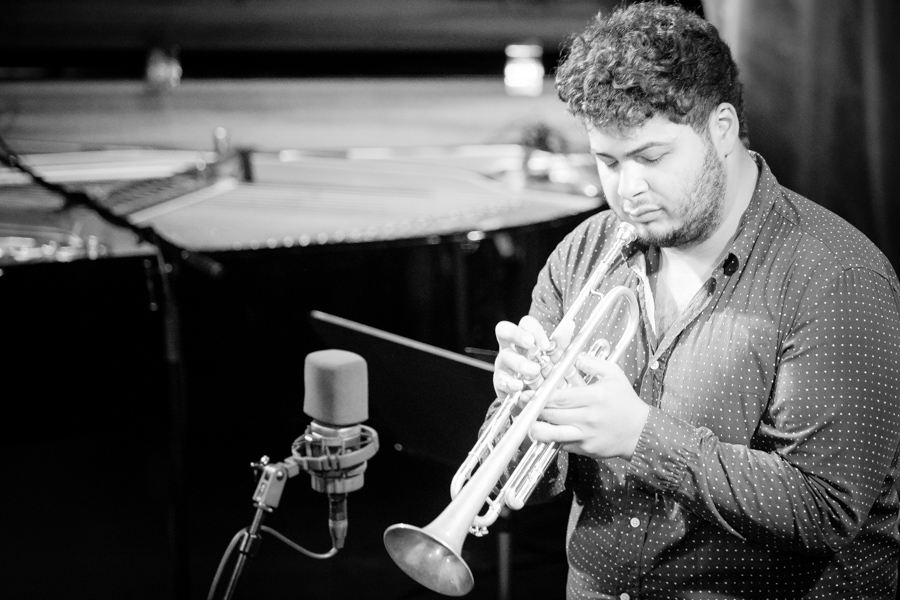
Adam O’Farrill beim Oslo Jazzfestival 2018

O’Farrills Album wurde von der Jazzkritik durchweg positiv aufgenommen; Giavanno Russonello zählte es in The New York Times zu den besten Jazzalben des Jahres. Nate Chinen schrieb für Take Five bei WBGO, Adam O’Farrills Quartett Stranger Days gehöre zu den dynamischeren Working Bands seiner Peergroup in New York. Und auf Visions of Your Other mache O’Farrill auch deutlich, dass er sich als Komponist, Bandleader und Konzeptkünstler entfalte. Das Stück „Blackening Skies“ zum Beispiel schöpfe aus seinen Ängsten angesichts der offensichtlichen Klimakrise – und fange nicht nur die Vorahnungen, sondern auch eine Haltung drängenden Drucks ein.
Michael Ullman (The Arts Fuse) fand Visions of Your Other spannend; es sei wunderschön aufgenommen. Da seien vier Musiker am Werk, denen ihr Sound am Herzen liege. Die Musik sei sowohl frei angelegt als auch geerdet; die Performer würden ausgelassen und mit einem bewundernswerten Bewusstsein und Reaktionsvermögen für das spielen, was die anderen tun und denken.
In Anlehnung an das Thema duellierender Realitäten funktioniere das Album als Studie von Konflikten und Kontrasten, schrieb Kevin Sun in den Liner Notes. Der Eröffnungstitel „stakra“ greife Ryuichi Sakamotos gleichnamige chromatische Fantasie auf und extrahiere nur ein Fragment davon, wodurch die Band in eine tiefere Klangmeditation eintreten könne. Walter Stinsons „Kurosawa at Berghain“ finde den entscheidenden Punkt zwischen der Starrheit elektronischer House-Musik und der Spontaneität des akustischen, akkordlosen Quartetts. „Blackening Skies“ sei unter dem Eindruck einer durch den Klimawandel verursachten Angst geschrieben worden, nachdem O’Farrill innerhalb von Tagen nach einem Sommermonsun in Los Angeles eine sengende Hitzewelle in New York erlebt hatte.
Peter Margasak schrieb in The Quietus, in den letzten fünf Jahren habe sich Adam O’Farrill im Stillen zu einem der prägnantesten, schroffsten und überzeugendsten Trompeter bei der Arbeit entwickelt, der eine Art von Freebop verfolge, die auf der Arbeit mit einer geschmeidigen Band aufgebaut sei. Es sei nicht zu erwarten gewesen, dass ein Cover von Ryuichi Sakamotos kühlem „Stakra“ das Album inmitten eines frostigen elektronischen Dröhnens eröffnen würde, aber zwischen der großartigen Raumklangqualität und der Art und Weise, wie „der steinige Rapport“ der Band die Dinge aufreibe, sei es ein Wunder. Genauso wie „Kurosawa at Berghain“, das einen treibenden Dance-Groove mit locker-gänsigen Harmonien kollidieren lasse. „Sie verlassen sich nicht auf solche formalen kompositorischen Mittel, aber wenn sie sie einsetzen, nageln sie sie fest – die restliche Zeit klingen sie einfach wie eine der feurigsten Working Bands im Jazz.“